# Tamura Yuzo
Yuzo Tamura (sinh ngày 7 tháng 12 năm 1982) là một cầu thủ bóng đá người Nhật Bản.

## Sự nghiệp câu lạc bộ
Yuzo Tamura đã từng chơi cho Shonan Bellmare.